# بن‌بست (فیلم ۱۹۴۳)
«بن‌بست» (انگلیسی: Deadlock (1943 film)) یک فیلم است که در سال ۱۹۴۳ منتشر شد.